# Allondrelle-la-Malmaison
Allondrelle-la-Malmaison település Franciaországban, Meurthe-et-Moselle megyében. Lakosainak száma 634 fő (2022. január 1.). Allondrelle-la-Malmaison Virton, Charency-Vezin, Épiez-sur-Chiers és Longuyon községekkel határos.

## Népesség
A település népességének változása:
| Lakosok száma | 560  | 483  | 481  | 603  | 617  | 635  | 644  | 654  | 647  | 634  |
|               | 1968 | 1982 | 1990 | 2006 | 2013 | 2015 | 2017 | 2019 | 2020 | 2022 |